# Pawnee City
Pawnee City è un comune (city) degli Stati Uniti d'America ed è capoluogo della contea di Pawnee nello Stato del Nebraska. La popolazione era di 878 persone al censimento del 2010.

## Storia
Pawnee City è stata incorporata nel 1858, e prende il nome dalla tribù di nativi americani dei Pawnee.
Negli anni 1880, Pawnee City era una città ferroviaria con un bivio di due linee ferroviarie.

## Geografia fisica
Pawnee City è situata a 40°06′38″N 96°09′13″W (40.110603, −96.153553).
Secondo lo United States Census Bureau, ha un'area totale di 1,21 miglia quadre (3,1 km²).

## Società

### Evoluzione demografica
Secondo il censimento del 2010, c'erano 878 persone.

### Etnie e minoranze straniere
La composizione etnica della città era formata dal 96,9% di bianchi, lo 0,2% di afroamericani, lo 0,3% di nativi americani, lo 0,2% di asiatici, lo 0,3% di altre razze, e l'1,9% di due o più etnie. Ispanici o latinos di qualunque razza erano il 2,1% della popolazione.